# FC Baník Prievidza
FC Baník Prievidza is een Slowaakse voetbalclub uit Prievidza.

## Geschiedenis

### Tsjechoslowakije
De club werd in 1919 opgericht als PAC Prievidza en onderging sindsdien al talloze naamswijzigingen. De club liet voor het eerst van zich spreken in 1972 toen de club promoveerde naar de tweede klasse van Tsjechoslowakije. Na een tiende plaats in het eerste seizoen eindigde de club in 1974 op twee punten van LIAZ Jablonec en miste zo net de promotie neer de hoogste klasse. Het volgende seizoen werd de club nog vierde, maar in 1976 degradeerde de club.
Baník promoveerde opnieuw in 1981 en eindigde meestal in de middenmoot, met een vijfde plaats als uitschieter. In 1990 degradeerde de club opnieuw. Na één seizoen keerde de club terug en door een vierde plaats in 1994 kwalificeerde de club zich voor de nieuwe hoogste klasse van Slowakije nadat het land Tsjechoslowakije ontbonden werd.

### Slowakije
In het eerste seizoen eindigde de club met 27 punten, evenveel als FC Nitra, Chemlon Humenné en Dukla Banská Bystrica. De club redde zich net van degradatie vanwege de betere onderlingen confrontaties met Nitra. Het volgende seizoen veranderde de clubnaam in MFK Prievidza. In 1996 werd de club laatste, maar degradeerde niet omdat de competitie werd uitgebreid van twaalf naar zestien clubs. Het volgende seizoen werd de club achtste, de beste prestatie in de hoogste klasse ooit. Na een twaalfde en veertiende plaats werd de club laatste in 2000.
Het ging van kwaad naar erger en het volgende seizoen degradeerde de club zelfs naar de derde klasse. In 2003 fusioneerde de club met MŠK TOPVAR en werd zo HFK Prievidza. De club was inmiddels teruggekeerd naar de tweede klasse, maar degradeerde opnieuw in 2005. Na twee seizoenen promoveerde de club terug. In de zomer van 2008 veranderde de clubnaam in FK Mesto Prievidza. In het seizoen 2009-2010 trok Prievidza zich terug uit de competitie en ging failliet.
Een nieuwe club werd direct opgericht en die fuseerde in 2011 met ŠKF Baník Handlová  tot FC Baník Horná Nitra. In 2017 nam de club terug de naam Prievidza aan. 

## Naamsveranderingen
- 1919 — PAC Prievidza
- 1928 — ŠK Prievidza
- 1943 — SOHG Prievidza
- 1948 — Sokol Prievidza
- 1949 — Sokol Carpatia Prievidza
- 1954 — Fusion Baník Novaky und Baník Prievidza
- 1961 — TJ Baník Prievidza
- 1994 — MFK Prievidza
- 1995 — FK Petrimex Prievidza
- 1998 — FK Baník Prievidza
- 2003 — HFK Prievidza (Fusie MŠK TOPVAR - Horná Nitra Topoľčany & FK Baník Prievidza)
- 2008 — FK Mesto Prievidza
- 2010 — FC Baník Horná Nitra (fusie tussen ŠKF Baník Handlová  en FK Prievidza 2010)
- 2017 - FK Baník Prievidza

## Eindklasseringen
| Seizoen   | №  | Clubs | Divisie                     | Duels | Winst | Gelijk | Verlies | Doelsaldo | Punten |
| --------- | -- | ----- | --------------------------- | ----- | ----- | ------ | ------- | --------- | ------ |
| 1993–1994 | 11 | 12    | Corgoň Liga                 | 32    | 9     | 9      | 14      | 34–42     | 27     |
| 1994–1995 | 9  | 12    | Corgoň Liga                 | 32    | 12    | 6      | 14      | 35–50     | 42     |
| 1995–1996 | 12 | 12    | Corgoň Liga                 | 32    | 7     | 4      | 21      | 31–65     | 25     |
| 1996–1997 | 8  | 16    | Corgoň Liga                 | 30    | 10    | 7      | 13      | 41–43     | 37     |
| 1997–1998 | 12 | 16    | Corgoň Liga                 | 30    | 9     | 8      | 13      | 35–42     | 35     |
| 1998–1999 | 14 | 16    | Corgoň Liga                 | 30    | 6     | 6      | 18      | 34–56     | 24     |
| 1999–2000 | 16 | 16    | Corgoň Liga                 | 30    | 6     | 4      | 20      | 29–71     | 22     |
| 2000–2001 | 16 | 18    | 1. slovenská futbalová liga | 34    | 9     | 4      | 21      | 29–61     | 31     |